# Topstyle
TopStyle，一款Microsoft Windows平台下的网页编辑器，支持CSS/XHTML/HTML等格式，由Nick Bradbury开发，曾经为NewsGator Technologies所有，后转让给Stefan van As。在功能上侧重于代码编辑，而非WYSIWYG，内置多排版引擎效果预览，如Mozilla，Gecko or Internet Explorer Trident。此款软件属于商业软件，有免费试用期，也提供免费的简装版（3.0.12）。在2006年，曾声明没有计划推出Linux与Mac OS版本。

## 历史
TopStyle的原创作者是Nick Bradbury。而且他在1995年创建了Macromedia HomeSite（后称为"HomeSite"）。HomeSite于1997年三月被Allaire收购，又于2001年转让给Macromedia，最终于2006年转让给Adobe Systems。Nick Bradbury在2003年离开原公司并创建了Bradbury Software（Bradbury软件公司），开发了TopStyle编辑器与名叫FeedDemon的新闻聚合器。2005年五月NewsGator Technologies（NewsGator科技）收购了Bradbury Software（Bradbury软件）。（与间谍软件制造商Claria Corporation以及其所谓的广告软件Gator e-Wallet无关。）2008年Stefan van As收购了TopStyle。

## 功能
TopStyle支持HTML、XHTML、CSS等文件格式的修订编辑，以及对浏览器的标准和兼容性问题强有力的检查。检查涵盖了不同的级别，从严格的W3C的CSS规范到各种各样的浏览器问题。此样式检查功能，不但提供了详细的警告信息，而且能使用户直观地看到HTML或CSS代码与特定浏览器不兼容的情况。
该软件还可以支持转换非推荐使用HTML样式的CSS代码，并将其转换为有效的HTML代码和检查孤立的XHTML代码或网页。
TopStyle集成了HTML Tidy与W3C的验证服务。
为了离线时也能彻底验证HTML和XHTML的语法，TopStyle集成了CSE HTML Validator。TopStyle 4也可以使用CSE HTML Validator检查链接。
TopStyle也被数个编辑器或工具集成。
语法高亮支持的格式：PHP，ASP，CFML，CSS，XHTML，HTML，JavaScript，VBScript等等。
TopStyle 3.5于2007-10-15发布（版本号：3.5.0.9）。
新增功能：
对Vista支持的更好，支持TopStyle3.12后发布的浏览器（Safari 2 for Windows、IE7、Firefox 2、Opera 9），表格侦测功能（在预览窗口图形显示表格的padding/margins属性），大量的bug修复与功能改进。
TopStyle 4于2009-05-31发布。
它不再由NewsGator Technologies管理。虽然增加了一些新的功能，但CSS和HTML输出同步一些旧而有用的功能已经瘫痪。已经使其在CSS设计上几乎无用。

## 外部連結
- TopStyle（页面存档备份，存于）
- Official TopStyle home at NewsGator（页面存档备份，存于）
  - Support and feature request forums
- NewsGator Knowledge Base（页面存档备份，存于）
- Nick Bradbury's Developer blog（页面存档备份，存于）